# Jmenuji se Ašer Lev
Jmenuji se Ašer Lev (v anglickém originále My Name Is Asher Lev) je třetí a společně s románem Vyvolení patrně také nejznámější román amerického židovského spisovatele Chaima Potoka z roku 1972.
Díky úspěchu knihy napsal autor pokračování s názvem Dar Ašera Lva (The Gift of Asher Lev), které vyšlo v roce 1990.
Kniha vyšla i v češtině v nakladatelství Argo v roce 1996.

## Obsah
Hlavní postavou je chlapec Ašer Lev, narozen s úžasnými uměleckými schopnostmi do Chasidské židovské rodiny.  Během Ašerova dětství, ho jeho umělecké nadání přivede do konfliktu se členy jeho židovské komunity, která tvrdí, že jeho umění není v souladu s jeho náboženským vyznáním. Jeho umění ho přináší do mimořádně silnému střetu se svým otcem, mužem, který zasvětil celý svůj život službě jejich vůdci, Rebbemu, který cestováním po celém světě přináší učení a praxi své sekty jinými Židům, a který není schopen porozumět nebo ocenit umění.
Ve středu konfliktu je Ašerova matka, která v Ašerovo raném dětství byla těžce traumatizována smrtí svého bratra, který byl zabit během cesty pro Rebbeho; ta během manželova téměř neustálého cestování trpí úzkostmi z obavy o jeho bezpečí. Neovlivnilo to jen ji, ale také celou její rodinu a komunitu. Poté, co její úzkost přešly, se rozhodla, že chce pokračovat v práci svého bratra.
Rebbe požádal Asherova otce, aby odcestovali do Vídně, jelikož by jeho práce byla jednodušší. To Ašera rozruší a stěžuje si, že do Vídně odcestovat nechce. Zatímco jeho otec odchází do Vídně, Ašer se rozhodne zůstat v Brooklynu se svou matkou. Během toho, co je Ašerův otec pryč, se Ašer více věnuje malování obrazů a zanedbává své židovské studium.
Ašer začíná chodit do muzeí umění, kde studuje obrazy. Začíná se více o obrazy zajímat, zejména ho zaujme ten o ukřižování. Začne obrazy s ukřižováním a akty kopírovat, což je něco, co ho může dostat do dalších potíží. Jednoho večera, když se Ašerův otec vrátí ze služební cesty pro Rebbeno, si všimne Ašerových obrazů ukřižování a aktů a velice se rozzuří. Ašerův otec si o jeho daru myslí, že je to čisté bláznovství, které pochází ze Sitra Achra (zlo) nebo z druhé strany. Ašerova matka stojí mezi svým synem a manželem a neví, k jaké ze stran se má přiklonit.
Nakonec Rebbe umožňuje Ašerovi se zdokonalovat a domlouvá mu výuku u jednoho z největších žijících umělců, Jacoba Kahna, nedbalý Žid, který  je obdivovatelem Rebbeho. Jako učeň Jacoba Kahna se z Ašera postupem času stane impozantní umělec, že dokonce i jeho otec začne být na úspěch svého syna hrdý. na úspěch svého syn. Nakonec se pro Ašera Jákob Kahn stává nejen učitelem výtvarné výchovy, ale také velmi dobrým přítelem, který mu dává rady do života. Ašer využívá svých schopností konečně a vytváří své své mistrovské dílo – dílo, ve kterém ztvárňuje muka své matky se symbolikou ukřižování. Tyto obrazy uráží jeho rodiče a jeho komunitu natolik, že je požádán, aby odešel. Na závěr Ašer opouští svou rodinu, aby ji dál nemusel zrazovat.

## Místo dění
Jmenuji se Ašer Lev se odehrává v roce 1950 v chasidské židovské komunitě v Brooklynu , v New Yorku. Asher také studuje umění mimo svou komunitu v New Yorku, Massachusetts, a v Evropě (Vídeň).

## Postavy
Jákob Kahn - Jacob Kahn je úspěšný umělec, který se vymanil z náboženství, komunity, a popularity ve snaze vytvořit životní styl, ve kterém by se mohl vyjádřit svobodně. Věří ve vytvoření rovnováhy mezi vnitřními emocemi a skutečnou identitou. Stal Ašerovo mentorem a naučil ho základní malířské techniky, které by ovlivnily a zlepšily celkový průběh jeho umělecké budoucnosti.
Arie Lev - Asher otec a důležitý člen židovské komunity. Hluboce se zavazuje k jeho práci pro rabína Rebbeho a cestuje po celé Evropě a buduje ješivy pro pronásledované Židy. Aryeh získala magisterský titul v oboru politologie a mluví anglicky, jidiš, francouzsky a rusky. Je velmi nedůvěřivé pohany, nerozumí umění a nemůže pochopit, proč by jeho syn měl marnit svůj život uměním. Dostává se do mnoho neshod s Ašerovým darem, který způsobuje neshody mezi ním a jeho synem. Arie je tvrdohlavý a dělá mu problém přistoupit na jiná pravidla než na ty jeho.
Rivka Lev - Rivkeh Lev se kymácí mezi láskou jejího manžela a syna. Poté, co se zotaví z její nemoci,  se vrací do školy a dokonce přebírá práci svého bratra Yaakov. Rivka je roztrhané, ale nakonec strany s jejím manželem, a jede s ním do Evropy odchází Asher za sebou žít s jeho strýcem. Rivkeh nemusí vždy rozumět Asher je umělecké dílo.
Rebbe - vůdce chasidských Židů, to on je ten, kdo povolá Arye cestovat. Rebbe chápe Ašerův dar a zajišťuje pro něj studium pod vedením Jacoba Kahna. 
Reb Judel Krinsky - Majitel obchodu, kde si Ašer nakupuje zásoby, a ten, který byl zachráněn Ariem po letech strávených na Sibiři. Krinsky domlouvá Ašerovi, aby nezpůsoboval tolik problému tak dobrému člověku, jako je jeho otec. I přesto ho toleruje a umožní mu dělat umění, protože se stali přáteli.
Yaakov - Ašerův strýc, který zemřel při autonehodě, když bylo Ašerovi 6 let. Jeho smrt měla velmi hluboký vliv na Ašerovu matku.Jelikož si Rivka byla s bratrem velmi blízká, onemocnila a trpěla depresemi. Stejně jako Arje odcestoval Yaakov za prací pro Rebbeho.
Yitzchok- Ašerův  bohatý strýček, který ho podporuje v jeho umění. Je laskavý a velkorysý, mezitím co jsou  jeho rodiče jsou v Evropě dává Ašerovi místo na bydlení. Yitzchok je jedním z prvních, který si uvědomil, že Ašerovy schopnosti mu mohou přivést štěstí a investuje do jeho prací.
Anna Schaefferová - velmi sofistikovaná žena a majitelka umělecké galerie, kde je zobrazeno Ašerovo umění.  Ašer se s ní seznámil pře Jákoba Kahna. Je netrpělivá, ale stará se o své umělce.
Paní Rackover - hospodyně, která je pro příběh velmi důležité, jelikož ví o Sibiři a zná utrpení, kterým si tam Reb Yudel Krinsky prošel. Ona je  jedna z prvních lidí, která pochopila Ašerovo umění.

## Témata

### Rozpory v tradicích
Tato kniha se zabývá konfliktem mezi tradicemi (v tomto případě jde o tradice judaismu a tradice umění), otec proti synovi, spokojenost v životě jedince proti míru v rodině (židovské hodnoty „ shalom bayit “), tradičního židovského světa proti sekulární Amerika (stát nevázaný na žádnou náboženskou ideologii).

## Česká a slovenská vydání
- Jmenuji se Ašer Lev. Praha: Argo, 1996. 287 s. ISBN 80-7203-017-5.
- Volám sa Ašer Lev Artforum. 2009.